# Президент Хейс (пляжный футбольный клуб)
«Президент Хейс» (исп. Club Presidente Hayes) — парагвайский клуб по пляжному футболу из Асунсьона. Является частью одноимённого футбольного клуба, основанного в 1912 году и названного в честь президента США Ратерфорда Хейса.

## История
Впервые в розыгрыше чемпионата Парагвая по пляжному футболу клуб «Президент Хейс» выступил в 2020 году, но турнир не был доигран из-за пандемии COVID-19. В 2021 году на чемпионате мира по пляжному футболу 2021 года цвета парагвайской сборной защищали трое игроков клуба «Президент Хейс» — Роландо Гонсалес, Густаво Бенитес и Нестор Медина. Чемпионат Парагвая возобновился в 2022 году и команда сразу же вышла в финал, где обыграла «Серро Портеньо» (6:4). Игрок команды Карлос Овелар по итогам турнира был назван лучшим вратарём.
Победа во внутреннем чемпионате дало право команде сыграть на Кубке Либертадорес, среди сильнейших южноамериканских клубов по пляжному футболу. «Президент Хейс» сумел выйти из группы и дойти до финала, где был сильнее бразильского «Сампайо Корреа» (6:5). Таким образом команде удалось стать первой небразильской командой, побеждавшей в турнире.
Как победитель Кубка Либертадорес, команда получила возможность сыграть на турнире. Перед началом соревнований парагвайцы пригласили сразу шесть игроков сборной России, а именно Станислава Кошарного, Владимира Раскина, Артёма Волошина, Андрея Котенева, Фёдора Земскова и Егора Ремизова. Все они согласились, поскольку из-за наложенных ФИФА ограничений у российских пляжных футболистов было мало игровой практики на международном уровне. «Президенту Хейс» удалось вновь дойти до финала, но в решающем матче он уступил другой парагвайской команде «Сан-Антонио» со счётом 1:3 (в матче не принимал участие из-за перебора жёлтых карточек лучший бомбардир команды Фёдор Земсков). По итогам 2023 года тренер команды Хоакин Молас был включён в список на получение награды лучшего тренера планеты по пляжному футболу.
В рейтинге клубных команд пляжного футбола «Президент Хейс» на январь 2024 года занимает 5 место в мире.

## Достижения
- Чемпион Парагвая: 2022
- Победитель Кубка Либертадорес: 2022
- Финалист Кубка Либертадорес: 2023